# Les Affranchis (résistance belge)
Pour les articles homonymes, voir Les Affranchis.
Les Affranchis étaient un mouvement de la résistance intérieure belge constitué en "corps francs". De multiples tentatives d'intégration des Affranchis dans de plus vastes réseaux de résistance se soldèrent par un échec, ce qui explique que l'on ait relativement peu écrit sur le groupe. Le groupe sera néanmoins reconnu comme groupe de résistance armée par l'arrêté ministériel du 28 février 1949,,. 

## Sa fondation, son action
Le mouvement des Affranchis est fondé au début de l'année 1941 par Camille Tromme, originaire d'Anderlecht. Les effectifs du groupe comptent quelque cinq cents membres en 1942. La fusion du groupe avec la Légion Belge de Charles Claser ne pourra pas se faire, pas davantage que celles envisagée en 1943 et 1944 avec l'A.B. Camille Tromme préférant conserver son indépendance en tant que corps franc.
À la libération, les Affranchis comportaient, en plus du bataillon de Bruxelles, des sections dans le Brabant, en Flandre-Occidentale et dans le Hainaut. Une jonction était établie avec des groupes de résistance dans le Nord de la France.
Le 12 mai 1944, Camille Tromme, pressentant son arrestation imminente, décide de prendre le maquis. À cette époque, les Affranchis furent rattachés, sur le plan financier du moins, au Mouvement national belge.
Le groupe s'attacha tout d'abord à la diffusion de la presse clandestine. Il s'investira ensuite dans le secours des clandestins et des réfractaires au STO en leur fournissant faux-papiers, planques, et tickets de rationnement. Enfin, le groupe prendra part à des actions de sabotage.
Les Affranchis payèrent, comme les autres groupes, un lourd tribut en matière d'arrestations, de déportations et d'exécution. Sur les 158 prisonniers politiques, 18 ne revinrent jamais des camps. Six patriotes furent fusillés et neuf tombèrent lors des actions menées à la libération.